# FDGB-Pokal 1954/55

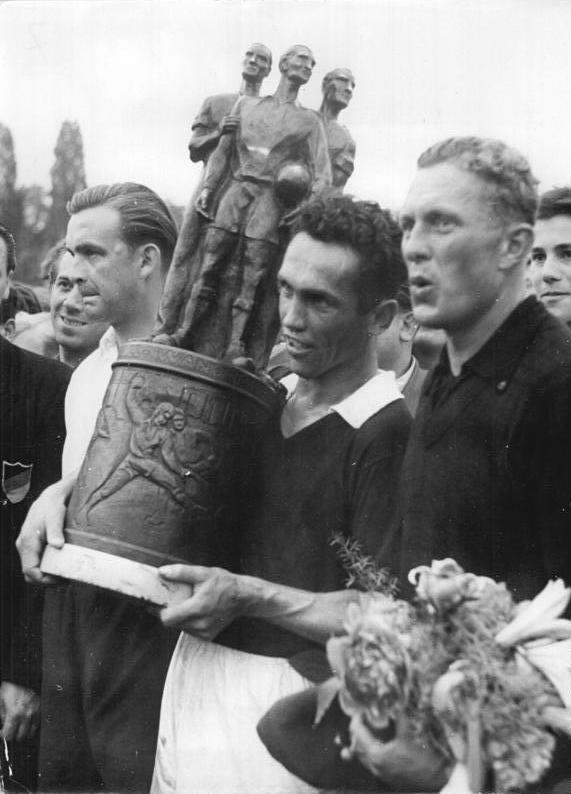
Spieler des SC Wismut mit der Pokaltrophäe

In der Saison 1954/55 wurde zum fünften Mal der FDGB-Fußballpokal-Wettbewerb ausgetragen.
Die 1. Hauptrunde wurde mit 56 Mannschaften aus den Bezirkspokalwettbewerben, 18 Mannschaften der zweitklassigen DDR-Liga und den 14 Vertretern der höchsten DDR-Fußballklasse Oberliga durchgeführt. Bis zur 3. Runde waren alle Mannschaften dem K.-o.-System unterworfen. In Runde 4 waren zehn Mannschaften vertreten, Fortschritt Meerane und Empor Rostock kamen durch Freilos weiter. Das Viertelfinale bestritten nur sechs Teams, der SC Wismut Karl-Marx-Stadt kam durch ein Freilos weiter. Erst das Halbfinale wurde wieder regulär mit vier Mannschaften bestritten. Hier waren mit Empor Rostock, Turbine Erfurt, Wismut Karl-Marx-Stadt und Aktivist Brieske-Senftenberg nur noch Oberligisten vertreten. Mit Fortschritt Weißenfels war im Viertelfinale die letzte Ligamannschaft ausgeschieden. Dort hatte auch der Pokalverteidiger Vorwärts Berlin mit 1:3 bei Turbine Erfurt die Waffen strecken müssen.

## 1. Runde
Die 1. Runde wurde am 7. August 1954 ausgetragen.
|                              | Ergebnis  |                           |
| ---------------------------- | --------- | ------------------------- |
| BSG Motor Zwickau            | 3:1       | BSG Wismut Gera           |
| BSG Fortschritt Meerane      | 3:0       | BSG Chemie Glauchau       |
| ZSK Vorwärts Berlin          | 7:1       | BSG Chemie Lauscha        |
| BSG Motor Eberswalde         | 0:2       | BSG Rotation Babelsberg   |
| BSG Motor West Nordhausen    | 0:1       | HSG Wissenschaft Halle    |
| BSG Lok Stendal              | 2:4       | SC Fortschritt Weißenfels |
| SC Motor Jena                | 5:0       | BSG Chemie Leipzig        |
| BSG Rotation Dresden         | 0:1       | BSG Empor Wurzen West     |
| BSG Einheit Ost Leipzig      | 6:1       | BSG Motor Dessau          |
| BSG Chemie Karl-Marx-Stadt   | 0:3       | BSG Wismut Aue            |
| SG Dynamo Erfurt             | 0:5       | SC Turbine Erfurt         |
| BSG Aktivist Nachterstedt    | 0:1       | SC DHfK Leipzig           |
| BSG Traktor Teuchern         | 1:0       | BSG Chemie Triptis        |
| BSG Chemie Apolda            | 0:1       | BSG Lok Weimar            |
| BSG Turbine Halle            | 4:1       | BSG Motor Erfurt Nord     |
| BSG Turbine Magdeburg        | 1:4       | BSG Stahl Thale           |
| BSG Einheit Rostock          | 1:2       | BSG Motor Mitte Magdeburg |
| BSG Einheit Wismar           | 3:0       | BSG Einheit Greifswald    |
| BSG Motor Stralsund          | 1:0       | BSG Motor Wismar          |
| BSG Motor Bautzen            | 2:1       | BSG Lok Cottbus           |
| BSG Fortschritt Cottbus      | 1:4       | BSG Chemie Riesa          |
| SC Lichtenberg 47            | 1:5       | BSG Motor Oberschöneweide |
| BSG Motor Teltow             | 2:0       | SG Grünau                 |
| BSG Einheit Malchin          | 2:0       | BSG Sparta Lichtenberg    |
| BSG Motor Nord Torgelow      | 0:1       | SG Dynamo Berlin          |
| BSG Aktivist Großräschen-Süd | 1:3       | BSG Chemie Radebeul       |
| BSG Motor Nord Brandenburg   | 0:2       | BSG Einheit Pankow        |
| BSG Motor Hennigsdorf        | 0:1       | BSG Aktivist Brieske-Ost  |
| BSG Chemie Zeitz             | 0:2       | SG Dynamo Dresden         |
| BSG Aufbau Jüterbog          | 2:8       | BSG Lok Wittenberge       |
| BSG Motor Limbach-Oberfrohna | 2:4       | BSG Empor Lauter          |
| BSG Motor Reichenbach        | 2:2 n. V. | BSG Motor Altenburg       |
| BSG Traktor Obermaßfeld      | 1:0       | BSG Post Jena             |
| BSG Motor Steinach           | 2:0       | BSG Chemie Jena           |
| BSG Motor Oberlind Sonneberg | 8:2       | BSG Rotation Plauen       |
| BSG Stahl Brandis            | 2:2 n. V. | BSG Stahl Freital         |
| BSG Aufbau Wernigerode       | 1:5       | BSG Chemie Leuna          |
| BSG Stahl Lippendorf         | 5:1       | SG Dynamo Eisleben        |
| BSG Motor Ronneburg          | 1:5       | BSG Motor Zschopau        |
| SG Dynamo Schwerin           | 7:1       | BSG Lok Altentreptow      |
| BSG Chemie Agfa Wolfen       | 3:1       | BSG Fortschritt Hartha    |
| BSG Einheit Frankfurt        | 6:1       | BSG Chemie Großräschen    |
| BSG Chemie Fürstenwalde      | 0:1       | BSG Motor Süd Brandenburg |

### Wiederholungsspiele
|                     | Ergebnis |                       |
| ------------------- | -------- | --------------------- |
| BSG Motor Altenburg | 1:0      | BSG Motor Reichenbach |
| BSG Stahl Freital   | 1:0      | BSG Stahl Brandis     |

## 2. Runde
|                           | Ergebnis  |                              |
| ------------------------- | --------- | ---------------------------- |
| BSG Lok Weimar            | 0:1 n. V. | BSG Motor Zwickau            |
| HSG Wissenschaft Halle    | 4:6 n. V. | ZSK Vorwärts Berlin          |
| BSG Rotation Babelsberg   | 2:1       | SC Motor Jena                |
| BSG Chemie Leuna          | 4:0       | BSG Stahl Lippendorf         |
| SC DHfK Leipzig           | 4:1       | SG Dynamo Berlin-Mitte       |
| BSG Motor Zschopau        | 5:0       | BSG Traktor Obermaßfeld      |
| BSG Stahl Freital         | 4:3       | BSG Chemie Riesa             |
| BSG Lok Haldensleben      | 4:1       | BSG Einheit Malchin          |
| BSG Motor Altenburg       | 2:0       | BSG Motor Teltow             |
| BSG Chemie Radebeul       | 1:4       | BSG Traktor Teuchern         |
| BSG Empor Wurzen West     | 2:0       | BSG Motor Oberlind Sonneberg |
| BSG Wismut Aue            | *0:1 *    | BSG Chemie Agfa Wolfen       |
| BSG Aktivist Brieske-Ost  | 15:00     | BSG Eintracht Frankfurt/Oder |
| BSG Lok Wittenberge       | 4:3       | BSG Einheit Wismar           |
| BSG Einheit Pankow        | 1:2       | BSG Motor Stralsund          |
| BSG Stahl Thale           | 5:1       | SG Dynamo Schwerin           |
| BSG Motor Süd Brandenburg | 0:2       | BSG Fortschritt Meerane      |
| SC Fortschritt Weißenfels | 1:0       | BSG Turbine Halle            |
| BSG Motor Mitte Magdeburg | 1:3       | SC Turbine Erfurt            |
| BSG Empor Lauter          | 3:2       | BSG Motor Steinach           |
| SG Dynamo Dresden         | 7:1       | BSG Motor Bautzen            |
| BSG Motor Oberschöneweide | 3:2       | BSG Einheit Ost Leipzig      |

Zwischen zweiter und dritter Runde wurden folgende Mannschaften umbenannt bzw. delegiert:
| BSG Wismut Aue           | SC Wismut Karl-Marx-Stadt       |
| SG Dynamo Berlin         | SG Dynamo Berlin-Mitte          |
| SG Dynamo Dresden        | SC Dynamo Berlin                |
| BSG Empor Lauter         | SC Empor Rostock                |
| BSG Aktivist Brieske-Ost | SC Aktivist Brieske-Senftenberg |

## 3. Runde
|                           | Ergebnis  |                                 |
| ------------------------- | --------- | ------------------------------- |
| BSG Traktor Teuchern      | 3:4       | SC Dynamo Berlin                |
| BSG Motor Zwickau         | 5:0       | BSG Motor Altenburg             |
| BSG Rotation Babelsberg   | 2:3       | SC Fortschritt Weißenfels       |
| SC Empor Rostock          | 4:1       | BSG Empor Wurzen West           |
| BSG Motor Oberschöneweide | 2:2 n. V. | BSG Chemie Leuna                |
| BSG Chemie Wittenberge    | 2:7       | SC Aktivist Brieske-Senftenberg |
| SG Dynamo Berlin-Mitte    | 1:0       | BSG Stahl Thale                 |
| BSG Fortschritt Meerane   | 5:2       | BSG Motor Zschopau              |
| SC Turbine Erfurt         | 5:0       | BSG Lok Wittenberge             |
| ZSK Vorwärts Berlin       | 3:0       | BSG Stahl Freital               |
| SC Wismut Karl-Marx-Stadt | 5:0       | BSG Lok Haldensleben            |

### Wiederholungsspiel
|                  | Ergebnis |                           |
| ---------------- | -------- | ------------------------- |
| BSG Chemie Leuna | 3:1      | BSG Motor Oberschöneweide |

## Achtelfinale
|                                 | Ergebnis  |                           |
| ------------------------------- | --------- | ------------------------- |
| SC Dynamo Berlin                | 3:5 n. V. | SC Wismut Karl-Marx-Stadt |
| SG Dynamo Berlin-Mitte          | 1:4       | ZSK Vorwärts Berlin       |
| BSG Chemie Leuna                | 2:3       | SC Turbine Erfurt         |
| SC Aktivist Brieske-Senftenberg | 2:1       | BSG Motor Zwickau         |
| SC Fortschritt Weißenfels       | 3:1       | BSG Motor Stralsund       |

Freilos: BSG Fortschritt Meerane und SC Empor Rostock

## Viertelfinale
|                           | Ergebnis  |                                 |
| ------------------------- | --------- | ------------------------------- |
| SC Empor Rostock          | 2:0       | BSG Fortschritt Meerane         |
| SC Turbine Erfurt         | 3:1       | ZSK Vorwärts Berlin             |
| SC Fortschritt Weißenfels | 1:1 n. V. | SC Aktivist Brieske-Senftenberg |

Freilos: SC Wismut Karl-Marx-Stadt

### Wiederholungsspiel
|                                 | Ergebnis |                           |
| ------------------------------- | -------- | ------------------------- |
| SC Aktivist Brieske-Senftenberg | 9:0      | SC Fortschritt Weißenfels |

## Halbfinale
|                           | Ergebnis  |                                 |
| ------------------------- | --------- | ------------------------------- |
| SC Empor Rostock          | 2:1 n. V. | SC Turbine Erfurt               |
| SC Wismut Karl-Marx-Stadt | 4:2       | SC Aktivist Brieske-Senftenberg |

## Finale

### Statistik
| Paarung                   | SC Wismut Karl-Marx-Stadt – SC Empor Rostock |
| Ergebnis                  | 3:2 n. V. (2:2, 1:0) |
| Datum                     | 19. Juni 1955 |
| Stadion                   | Bruno-Plache-Stadion, Leipzig |
| Zuschauer                 | 18.000 |
| Schiedsrichter            | Gerhard Schulz (Berlin) |
| Tore                      | 1:0 Manfred Kaiser (2.) 1:1 Herbert Zwahr (46.) 2:1 Kurt Viertel (58.) 2:2 Karl Pöschel (71.) 3:2 Armin Günther (111.)                                                                                                 |
| SC Wismut Karl-Marx-Stadt | Kurt Steinbach – Heinz Glaser, Bringfried Müller, Erhard Bauer – Karl Wolf, Siegfried Wolf – Konrad Wagner (91. Hans Meyer), Manfred Kaiser, Kurt Viertel, Armin Günther, Karl-Heinz Mohr Cheftrainer: Karl Dittes     |
| SC Empor Rostock          | Rudi Leber – Gerhard Schaller, Kurt Zapf, Karl-Heinz Singer – Rudolf Schneider, Heinz Minuth – Franz Bialas (46. Herbert Zwahr), Horst Zedel, Herbert Holtfreter, Arthur Bialas, Karl Pöschel Cheftrainer: Oswald Pfau |

### Spielverlauf

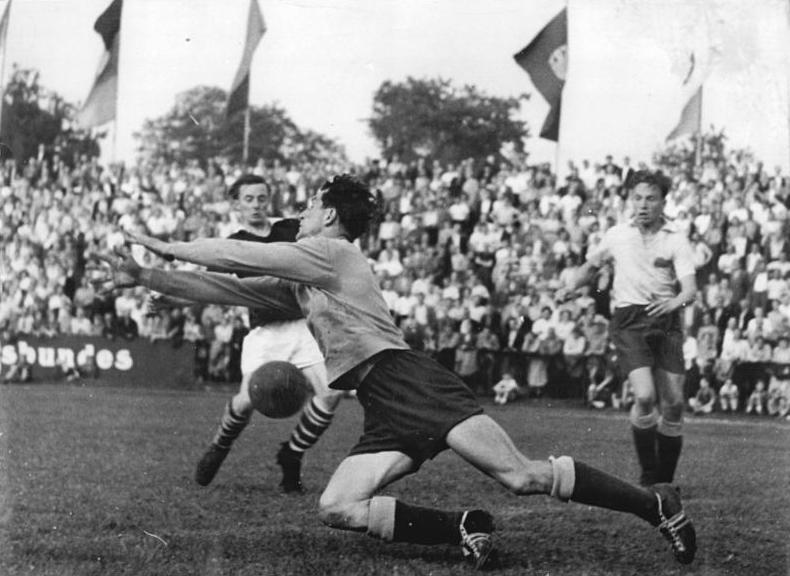
Szene aus dem Endspiel: Rostocks Torwart Leber in Aktion

Im fünften Endspiel um den FDGB-Fußballpokal standen sich mit dem SC Wismut Karl-Marx-Stadt der Zweite und mit dem SC Empor Rostock der Neunte der abgelaufenen DDR-Oberligasaison 1954/55 gegenüber. Beide Mannschaften mussten auf wichtige Stammspieler verzichten, Wismut auf Tröger, Satrapa und Freitag, Empor konnte Leeb und Speth nicht einsetzen. Die Wismut-Elf unterstrich bereits nach 90 Sekunden ihre leichte Favoritenstellung mit dem Führungstreffer. Ihr Spiel war zunächst technisch und taktisch überlegen, im Mittelfeld überraschte sie ständig mit Positionswechseln. Auf der anderen Seite sah man bei Rostock Abwehrschwächen, unsichere Ballannahme und ungenaues Passspiel. Erst nach etwa zwanzig Minuten fand der SC Empor den Spielfaden, erhöhte die Laufleistung und begann im Angriff variabler zu agieren.
Mittelstürmer Holtfreter übernahm das Kommando in der Offensive und leitete mit seinem 20-m-Schuss den Rostocker Ausgleich 150 Sekunden nach Beginn der zweiten Halbzeit vor. Sein Schuss prallte zwar noch gegen die Torlatte, doch der neu ins Spiel gekommene Zwahr verwandelte überlegt in die rechte Ecke. Als es den Anschein hatte, Empor könnte sich nun mit seinem athletischen Spiel gegen die Wismut-Mannschaft durchsetzen, wurden die Rostocker durch einen Torwartfehler wieder zurückgeworfen. Zuvor hatte schon Stopper Zapf seinen Gegenspieler Viertel nicht halten können, dessen Flachschuss schließlich Torwart Leber unter seinem Körper hindurchrutschen ließ. Der SC Empor ließ sich durch den erneuten Rückstand allerdings nicht entmutigen, in der 71. Minute schaffte er nach einem sehenswerten Spielzug erneut den Ausgleich. Pöschel war überraschend auf die rechte Angriffsseite gewechselt, übernahm einen Steilpass von Zedel und schoss aus vollem Lauf ins Wismut-Tor.
Da es nach 90 Minuten immer noch 2:2 stand, mussten beide Mannschaften in die Verlängerung. Wismut-Trainer Karl Dittes nutzte nun seinerseits die Wechselmöglichkeit und ersetzte seinen rechten Stürmer Wagner gegen Hans Meyer. Außerdem beorderte er Mittelfeldspieler Siegfried Wolf in den Angriff, dessen Bruder Karl Wolf agierte zeitweise als sechster Stürmer. Die so verstärkte Offensive setzte den SC Empor erheblich unter Druck, brauchte aber 20 Minuten, um zu einem zählbaren Erfolg zu kommen. Den sechsten Eckball für Wismut, von rechts getreten, wehrte Torwart Leber zu kurz ab, der Wismut-Stürmer Mohr erkämpfte sich trotz Bedrängnis den Ball und spielte ihn zu seinem Sturmpartner Günther. Dieser stand ungedeckt vor dem Rostocker Tor und schoss aus sechs Metern hoch in die linke Ecke zum 3:2 für Wismut ein. Von diesem abermaligen Rückstand erholte sich der SC Empor in den letzten zehn Minuten nicht mehr.